# زبدة الشيا

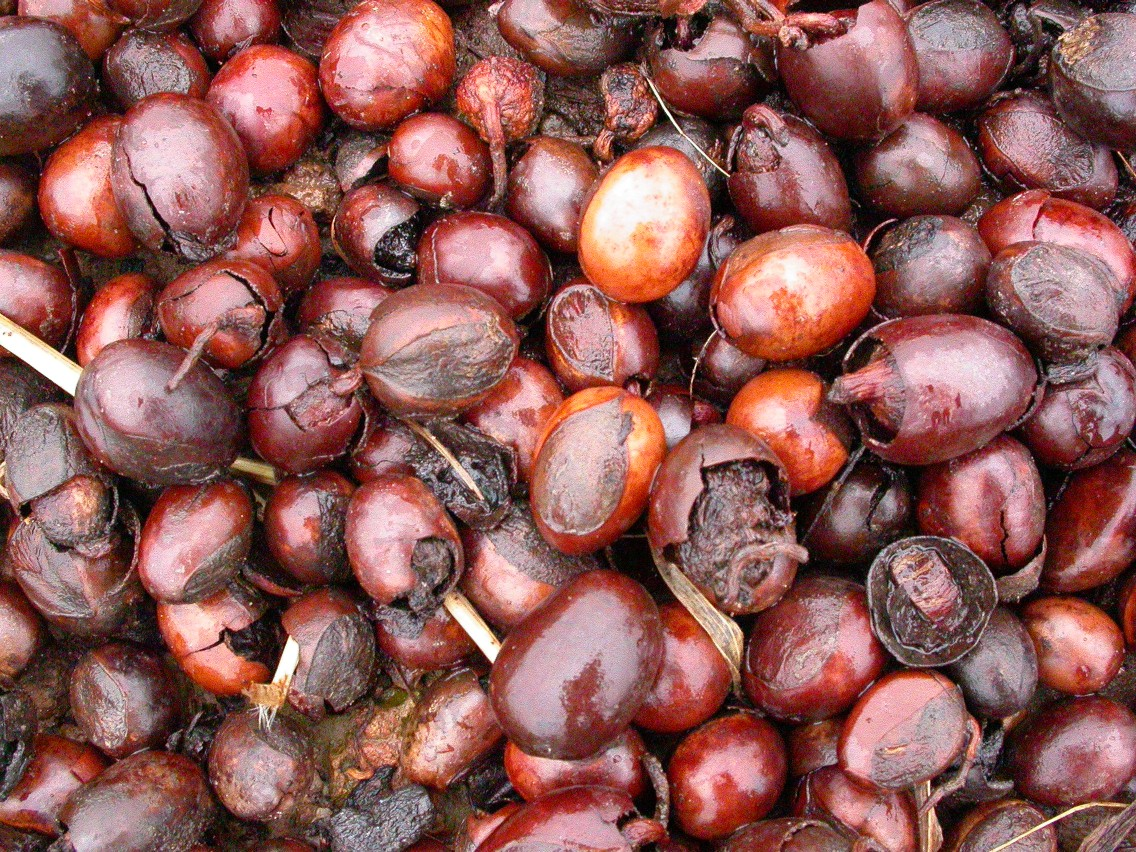
بذور شجرة الشيا - المواد الخام لإنتاج زبدة الشيا.

زبدة الشيا (بالإنجليزية: shea butter)‏ هي عبارة عن دهن ذي لون عاجي يستخرج من جوزة شجرة الشيا الأفريقية عن طريق الكسر والغليان والخلط، وتستعمل بشكل كبير في مستحضرات التجميل والترطيب والمراهم. تنبت شجرة الشيا أو الكاريتي فقط في غرب أفريقيا وتنتج نوعاً من البذور أو المكسرات تصنع منه نساء أفريقيا زبدة تستعمل عندهم من آلاف السنوات في ترطيب الجسم، وصناعة الشمع، تشميع الخشب وحتى الطبخ. في بعض الأحيان يقوم تجار الشوكولا باستخدام زبدة الشيا عوضًا عن زبدة الكاكاو ولكن هذا يؤدي إلى اختلاف في الطعم. تعتبر زبدة الشيا أحد الدهون الثلاثية المشتقة أساساً من الحمض الدهني وأحماض الأولييك. تحتوي زبدة الشيا الخام على فيتامين A وE وF إضافة إلى الدهون الطبيعية التي ترطب بعمق كما تحتوي على نسبة حماية بسيطة من الشمس (SPF 6). كما أنها تفيد في علاج البشرة من الخطوط البيضاء، والتشققات والأكزيما، ويفضّل استعمالها للجسم فقط لأن قوامها ثقيل على بشرة الوجه.

## التاريخ
اشتُق الاسم الشائع لزبدة الشيا من اللغة البمبرية في مالي. تُسمى الشجرة الغارتيية باللغة الولوفية من السنغال، وهو أصل الاسم الفرنسي للشجرة والزبدة.
تنمو شجرة الشيا بشكل طبيعي في البرية في حزام السافانا الجاف في غرب أفريقيا من السنغال في الغرب إلى السودان في الشرق، وعلى سفوح المرتفعات الإثيوبية. وتوجد في 21 بلدًا في جميع أنحاء القارة الأفريقية هي بنين، وبوركينا فاسو، والكاميرون، وجمهورية أفريقيا الوسطى، وتشاد، وأثيوبيا، وأريتريا، وغانا، وغينيا بيساو، وساحل العاج، ومالي، والنيجر، ونيجيريا، والسنغال، وسيراليون، وجنوب السودان، والسودان، وتوغو، وأوغندا، وجمهورية الكونغو الديمقراطية، وكينيا وغينيا
وُجدت بعض منتجات بذور الشيا من القرون الوسطى في قرية سوجا كدليل على إنتاج زبدة الشيا بحلول القرن الرابع عشر.

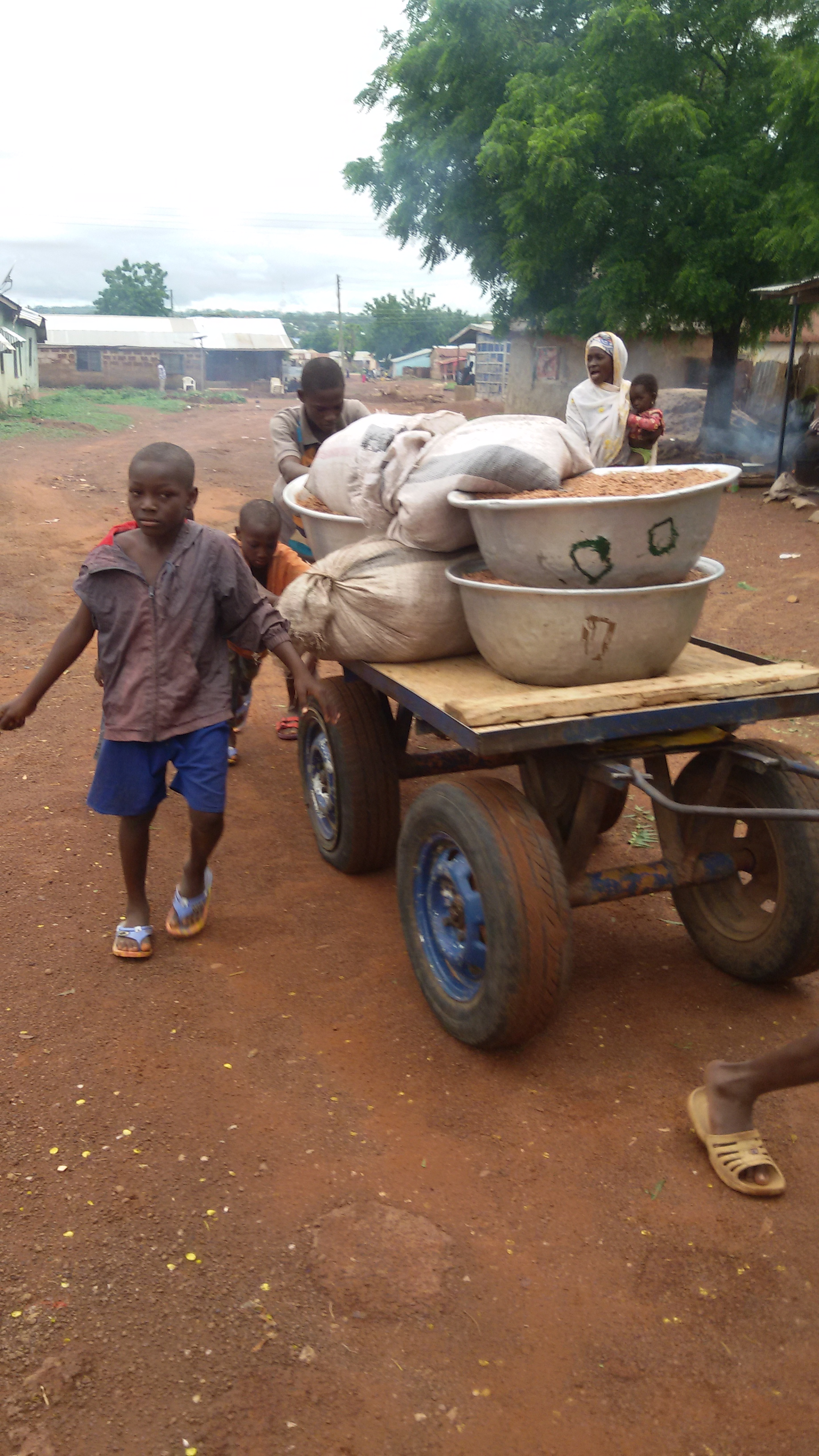
أطفال ينقلون حبات الشيا المكسرة في، غيسونيلايا بغانا.

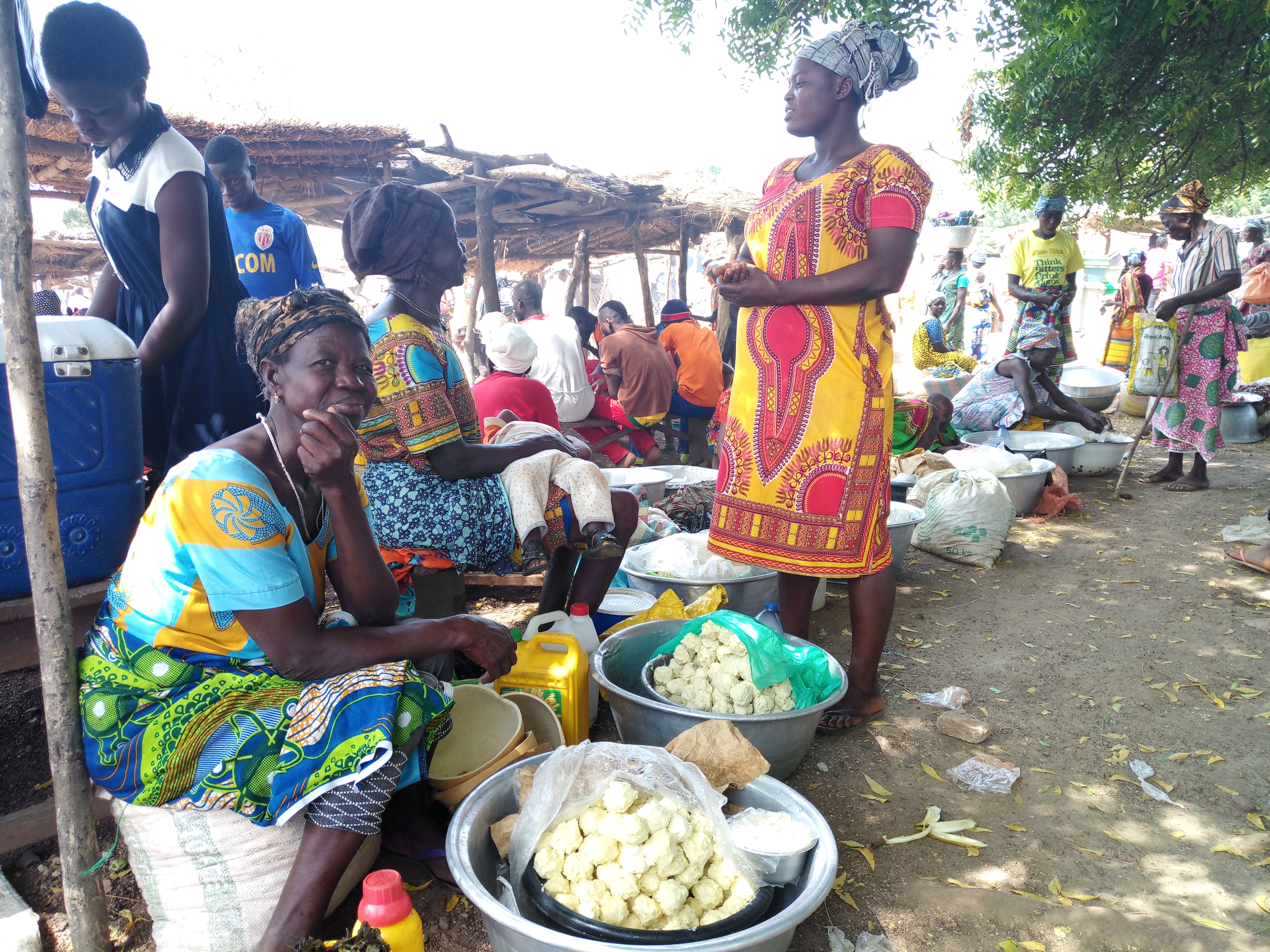
النساء اللائي يصنعن زبدة الشيا في والا بغانا.

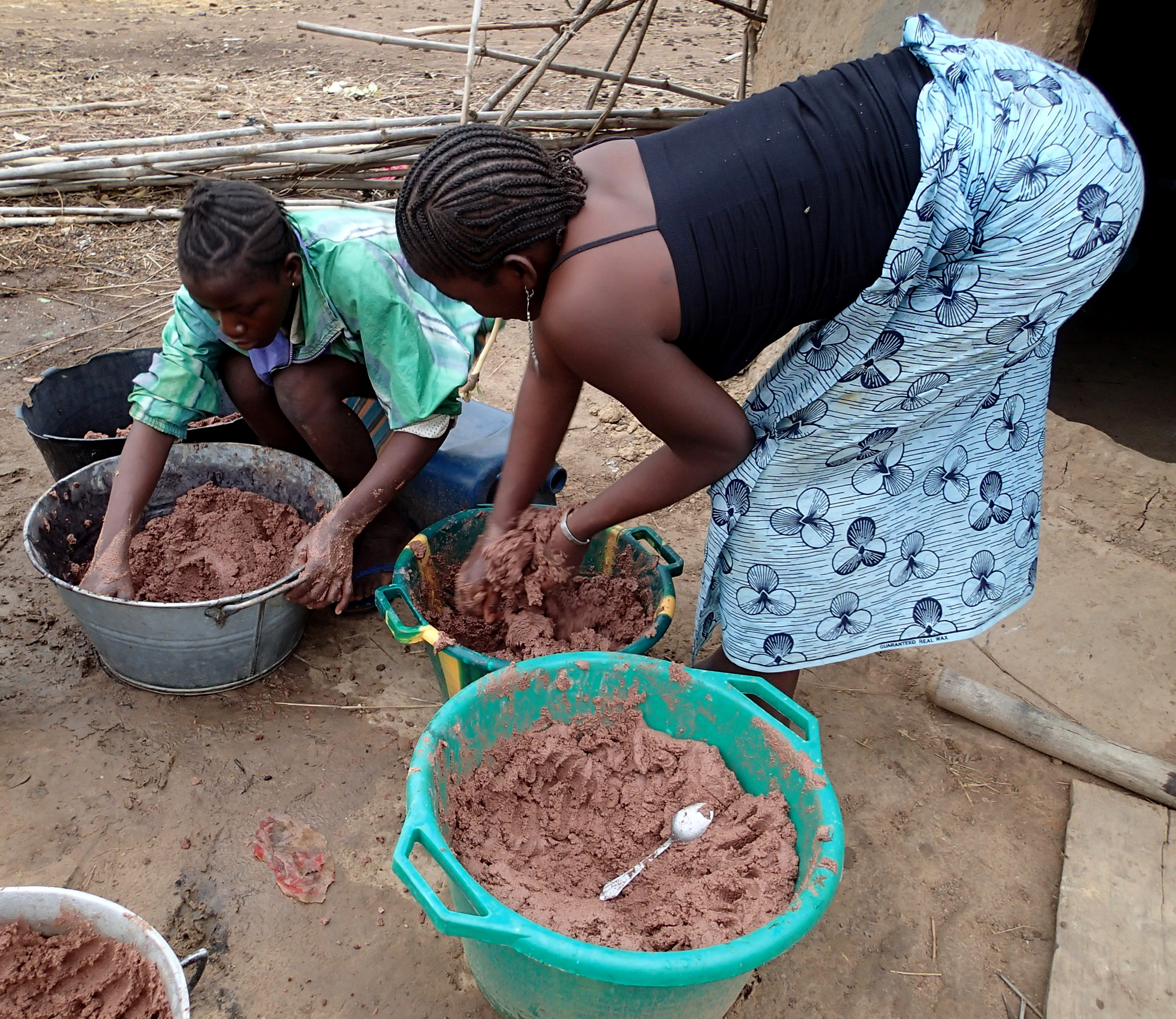
الطريقة التقليدية لصنع زبدة الشيا في مالي.

## التركيب والخواص
مُستخلص زبدة الشيا هو دهون معقدة بالإضافة إلى العديد من المكونات غير المُصبنة (المواد التي لا يمكن تحويلها بالكامل إلى صابون عن طريق العلاج بالقلويات)
تحتوي زبدة الشيا على الأحماض الدهنية التالية: حمض الأوليك (% 40-60)، وحمض الإستياريك (20-50٪)، وحمض اللينوليك (3-11٪)، حمض البالمتيك (2–9٪)، وحمض ألفا-اللينولينيك (<1٪) وحمض الأراكيديك (<1٪).
تذوب زبدة الشيا في درجة حرارة الجسم. يؤكد أنصار استخدامه للعناية بالبشرة على أنه يمتص بسرعة في الجلد، ويعمل كعامل «إعادة الملء»، وله خصائص ملزمة للماء.
تُباع زبدة الشيا الطبيعية النقية الخام
في موقع آي هيرب iHerb على الإنترنت.

## الاستخدامات

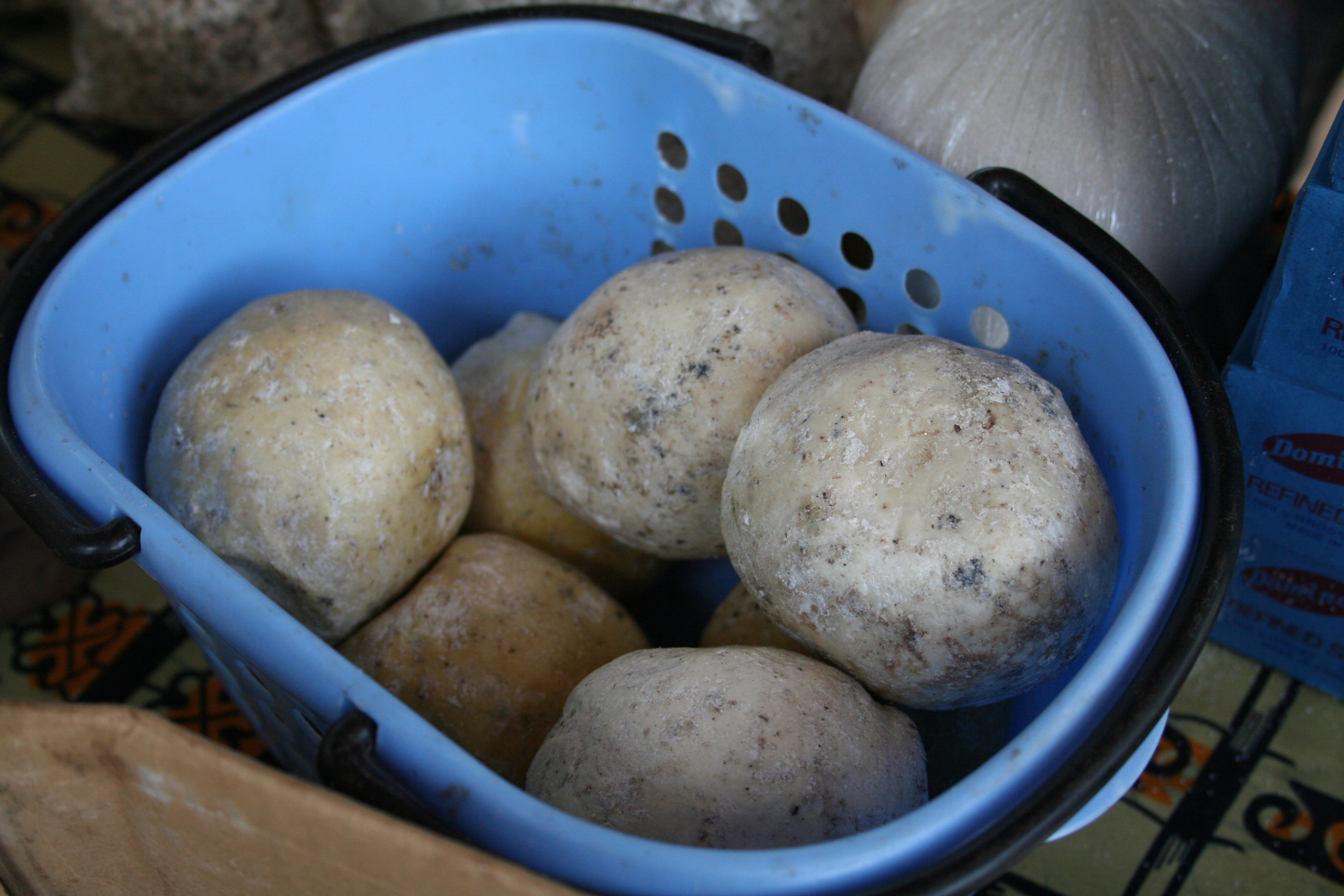
صابون زبدة الشيا

تُستخدم زبدة الشيا أساسًا في صناعة مستحضرات التجميل لمنتجات العناية بالبشرة والشعر (كريمات الشفاه، ومرطبات الجلد والكريمات وبلسم الشعر للشعر الجاف والهش. كما تُستخدم زبدة الشيا في الصابون، عادةً بكميات صغيرة (5-7% من الزيوت في الوصفة)، لأنها تحتوي على الكثير من المواد غير القابلة للإزالة، وكميات أعلى ينتج عنها صابون أنعم ذو قدرات تنظيف. يستخدم بعض صانعي الصابون زبدة الشيا بنسبة 25% - مع قيام الاتحاد الأوروبي بتنظيم الاستخدام الأقصى لحوالي 28٪، إلا أنه نادرًا ما توجد في الصابون المنتج تجاريًا بسبب تكلفته المرتفعة مقارنة بالزيوت مثل زيت النخيل أو زيت الزيتون. كما تُستخدم زبدة الشيا كمُرطبات ممتازة للبشرة الجافة. لا يوجد دليل يدل على استخدامها كعلاج، لكنها تُخفف من الألم المرتبط بالضيق والحكة.
في بعض البلدان الأفريقية مثل بنين، تُستخدم زبدة الشيا لزيت الطبخ، وكشمع مضاد للماء، ولتصفيف الشعر، ولصنع الشموع، وكمكون في المراهم الطبية. يتم استخدامها من قَبِل صانعي الآلات الإيقاعية الأفريقية التقليدية لزيادة متانة الخشب (مثل قذائف دجيمبي المنحوتة)، وجلود كالاباش المجففة، وأحزمة ضبط الجلود.
يمكن أن تكون زبدة الشيا أحد مكونات المرق العضوي.
في المملكة المتحدة وبلدان أخرى، يتم دمجها في منتجات متنوعة من الأنسجة، مثل ورق المرحاض.

### الاستخدامات الطبية
تُستخدم زبدة الشيا أحيانًا كقاعدة للمراهم الطبية. تتمتع بعض المكونات الكيميائية المعزولة بها بخصائص مضادة للالتهاب، وخصائص مُرطبة. كما تُستخدم زبدة الشيا كواقِ شمسي. وبعض مكوناته «لديه قدرة محدودة على امتصاص الأشعة فوق البنفسجية».
في غانا، يستخدم إما زبدة الشيا المعروفة محليًا باسم كريم ترانس أورينج في اللغة الأكانية كمنتج غذائي أو يستخدم كمحلول لحماية البشرة أثناء رياح هرمتان الجافة الموسمية. تُسمى شجرة الجوز نفسها باسم تالا وتسمى الثمرة باسم تاما. تستمد تامالي العاصمة الإقليمية الشمالية الحالية الأسماء من مزيج من كلمتي «تاما» و «ييلي»، أي «بلدة ثمار الشيا».
في نيجيريا، تُستخدم زبدة الشيا لمعالجة التهاب الجيوب الأنفية وتخفيف احتقان الأنف. كما يتم تدليكها في المفاصل وأجزاء أخرى من الجسم لتخفيف الألم.
تتمتع زبدة الشيا ببعض الخصائص الآتية:
1. مرطب فائق الاداء
2. تُجدّدُ خلايا الجلد التالفة.
3. تقضي على علامات تقدم السن وتمدد الجلد والتجاعيد لاحتواء  زبدة الشيا على الكولاجين الضروري لشد البشرة والجلد.
4. تملأ ويرطب الشفاهَ
5.  تقضي تماما على تشققات الكعبين
6. تُهدّئُ تهيج وحكة الجلد
7. تشد الجلد المترهل.
8. تقضي على الاكزيما والصدفية.
9. تزيل ويجدد خلايا الجلد التالفةً.
10.تساعد على منع ظهور التجاعيد
11. تخفف ويقلل من عيوب البشرة
12. تسكّنُ وتلطف حروقُ الشمس
13. تهدئ الطفح الجلدي والحساسية خصوصا عند الأطفال
14. تقوم بمثابة كريم مرطب بعد الحلاقة
15.  تشفي لدغات الحشرات
16. كريم موضعي مضاد لكافة للالتهابات
17.  للتدليك والمساج لكل من البالغين والأطفال
18.واقي شمس وملطف ضد الحرارة والرياح وتقلبات الطقس.
19. تعتبر بلسم وغداء طبيعي للشعر وفروة الراس ويقضي على القشرة.
20. لالتهاب وآلام المفاصل والركبة
22. تخفف من انتفاخ والهالات السوداء تحت العينين.